# 拜宁人
拜宁人是巴布亚新几内亚的东新不列颠加泽尔地区最早的原始居民之一。现在他们主要居住于加泽尔半岛的拜宁山，他们可能是被相对近期迁到沿海地区的托拉伊人部落赶到那里的。另外，几百年来的重大火山活动可能也是促使他们从沿岸地区迁徙到内地山区的一个因素。（晚至1994年，塔乌尔乌尔和乌尔坎两座火山的喷发几乎将附近的拉包尔城变成一片废墟。）

拜宁人因他们所在的拜宁山而得名。其语言称为拜宁语，可以分为几种不同的方言。

## 文化特色

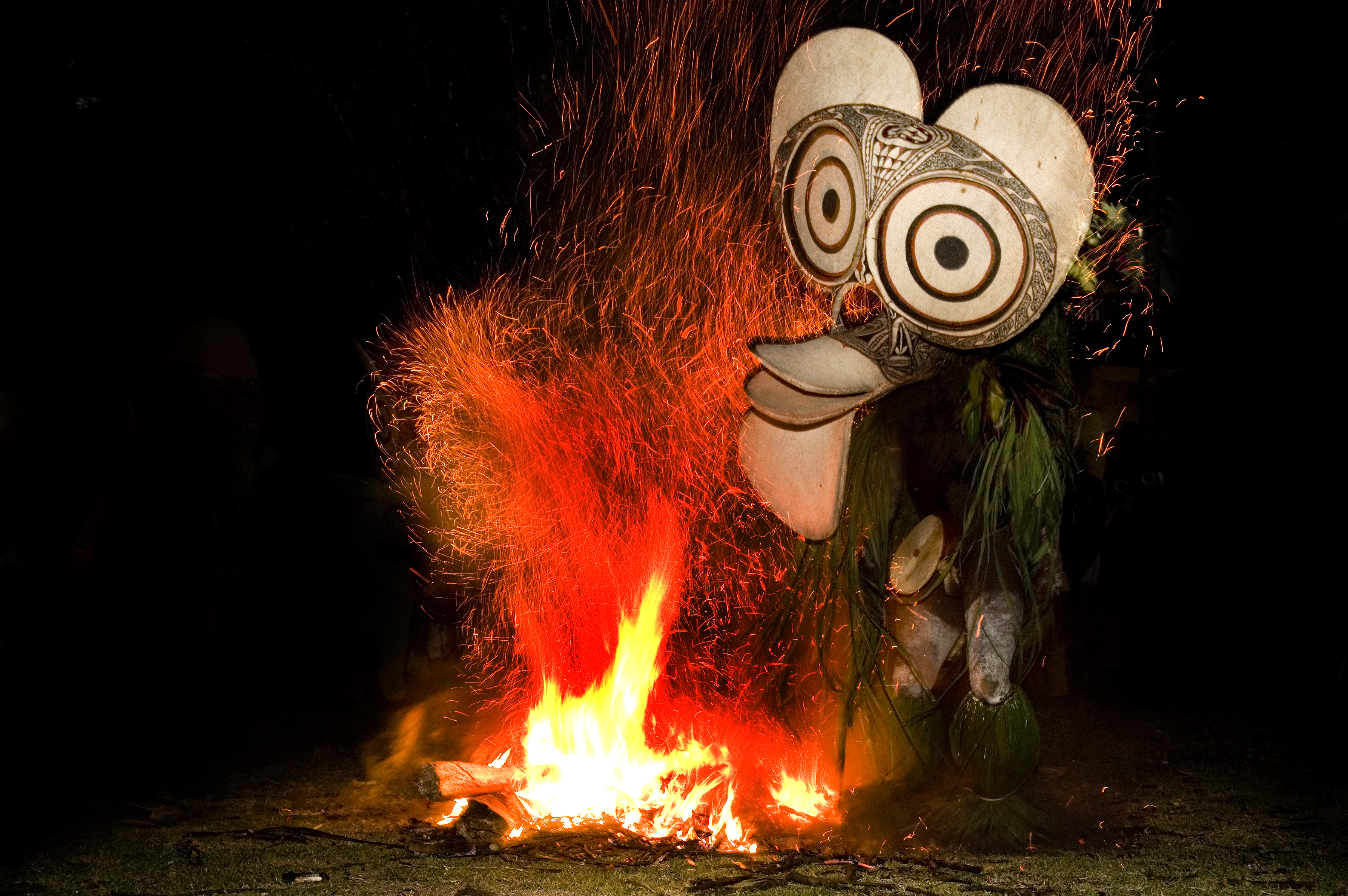
拜宁人的火焰之舞

火焰之舞（Fire Dancer）仪式起源于对新生婴儿的庆祝和宣布收获季节的开始，同时也是缅怀逝去祖先的一种表达形式。此外，拜宁的火焰之舞也被作为年轻男孩的一种成年礼仪式。火焰之舞只允许男性参加，按照他们的传统，女人和儿童不允许参加，甚至不允许观看这种仪式。 
在美拉尼西亚诸文化中拜宁人的文化有一个与众不同的特点，即他们的艺术作品都是一次性使用的。在仪式中使用的面具是用树皮布、竹子和树叶费时费力制成的，但是它们只在火焰之舞仪式中使用一次，便被丢弃或销毁。 

 维基共享资源上的相關多媒體資源：Baining